# Charlie Aitken
Charles Alexander Aitken (Edimburgo, 1 de mayo de 1942-29 de octubre de 2023) fue un futbolista escocés. Jugaba de defensor y su primer club fue el Aston Villa.

## Trayectoria
Comenzó su carrera en 1959 jugando para el Aston Villa. Jugó para el club hasta 1976. En ese año se fue a Estados Unidos para jugar en el New York Cosmos, donde se retiró en 1977.

## Selección nacional
Ha sido internacional con la selección mayor de Escocia y la sub-23 entre 1961 y 1962.

## Clubes
| Club            | País           | Año       |
| --------------- | -------------- | --------- |
| Aston Villa     | Inglaterra     | 1959-1976 |
| New York Cosmos | Estados Unidos | 1976-1977 |

## Fallecimiento
Charlie Aitken murió el 29 de octubre de 2023 a los 81 años de edad.